# Iran and the Caucasus
Iran and the Caucasus (Иран и Кавказ) — рецензируемый академический журнал Кавказского центра иранистики (КЦИ). Выпускается два раза в год.
Журнал основан руководителем Кавказского центра иранистики Гарником Асатряном в 1997 году и публикует оригинальные исследования по антропологии, археологии, культуре, экономике, фольклору, истории, лингвистике, текстологии, филологии, политике, социальным наукам региона, а также рецензии на книги. Статьи публикуются на английском, немецком, французском языках (в первых номерах были публикации на русском языке).
На 2022 год редакционный совет состоит из главного редактора Гарника Асатряна (КЦИ) и трех редакторов: Виктории Аракеловой (КЦИ), Уве Блессинга (Лейденский университет) и Джусто Траина (Университет Париж IV Сорбонна). В Консультационный совет входили ведущие иранисты: Владимир Лившиц (д. филол. н., главный научный сотрудник Института восточных рукописей РАН), Джеймс Рассел, Эхсан Яршатер и другие. Журнал выпускается академическим издательством Koninklijke Brill.